# Maria Bacelar do Nascimento
Maria Fernanda Bacelar do Nascimento (1941 - Lisboa, 3 de Fevereiro de 2021) foi uma professora e investigadora de linguística portuguesa.

## Biografia

### Nascimento e formação
Maria Fernanda Bacelar do Nascimento nasceu em 1941.
Concluiu um doutoramento em Linguística pela Universidade de Lisboa.

### Carreira
Trabalhou como investigadora principal e coordenadora científica no Centro de Linguística da Universidade de Lisboa, onde também exerceu como presidente de 1987 a 1989 a 1993 a 2002. Estava aposentada daquela instituição na altura do seu falecimento.
Notabilizou-se pela sua contribuição pioneira em Portugal na técnica da Linguística de corpus, tendo por exemplo colaborado na organização do C-ORAL-ROM, o Corpus Português fundamental, em 1987, e o Corpus de Referência do Português Contemporâneo, iniciado em 1988, financiado pela Fundação Calouste Gulbenkian. O Corpus do Português Contemporâneo alcançou uma grande importância para a investigação linguística em Portugal, contando com cerca de 311,5 milhões de palavras em 2021, tendo sido utilizado num grande número de obras e artigos, tanto em território nacional como no estrangeiro, tendo alguns destes trabalhos sido publicados no âmbito da política científica da União Europeia. Também fez parte da Comissão Organizadora da obra Gramática do Português, lançada pela Fundação Calouste Gulbenkian em 2013. Publicou igualmente um grande número de estudos sobre linguística, tendo colaborado em vários estudos de autores brasileiros sobre este tema.

### Falecimento e homenagens
Faleceu em 3 de Fevereiro de 2021, na cidade de Lisboa.
A professora Bacelar Nascimento foi homenageada no programa Páginas de Português, transmitido no canal de rádio Antena 2 em 14 de Fevereiro, com uma retrospectiva da sua obra pela linguista Amália Mendes.

## Obras publicadas
- Português fundamental (Dois volumes, 1987) (com Paul Rivenc e Maria Luisa Segura da Cruz)
- Português falado (2001)